# Ramphis
Ramphis là một chi bướm đêm thuộc họ Cosmopterigidae.